# 临沧文化
临沧是云南省的一个地级市，这个西南边陲的小地方有着许多的少数民族，因而有着许多不同的民俗文化。
临沧有着八个县级地区，分别是镇康县、沧源县、凤庆县、云县、耿马县、双江县、永德县、孟定县。其中比较著名的有镇康县的“阿数瑟”，这个是一种曲调，简单又直白的调子直接传达着男女之间的爱意。沧源县是一个佤族人数较为多的地方，佤族人民豪放的个性从他们的佤族舞蹈中淋漓尽致的体现出来，这种舞蹈豪迈奔放，融入一些平时生活的小细节，加上节奏韵律强的鼓点声和音乐，使得观看的人也置身其境，感受到了他们传递出的能量，接受到了他们的文化，佤族舞蹈已经登上了越来越大的舞台，让越来越多的人了解并喜欢上了它。佤族服饰也是比较出名的一种传统服饰，大多以黑色为基调，用彩线制成妇女的下裙，花色样式很多，不尽相同，而男子的服饰就显得较为单一，大多相同，有的成年男子也缠黑色包头。沧源县从1965年开始先后发现了岩画共计十多处，400多平方米，画图大多数为狩猎和采集画面，展示着以前的劳动人民的生活，推测距今已经有3000多年，现已列为云南省重点文物保护单位。这里还有一个翁丁部落，翁丁佤族传统是云南的非物质文化遗产，这个村寨距今历史已经有200多年了，至今仍保留着传统的民族服饰和风俗习惯，木鼓是他们的镇寨之宝，他们相信可以通过木鼓与天神对话，这个文化保护区仍保留着许多生活遗迹。耿马县和孟定县傣族较多，傣族是一个很有水性的民族，大多傣族姑娘都是长得水灵干净，他们擅长舞蹈，敲起象脚鼓就可以翩翩起舞，每逢泼水节等民间节庆活动，人们都会敲起鼓起舞，扎白象、马鹿跳舞，祈求来年生活风调雨顺。